# آتش‌بازی (فیلم ۱۹۹۷)
آتش‌بازی (انگلیسی: Hana-bi) فیلمی در ژانر جنایی و درام به کارگردانی تاکشی کیتانو است که در سال ۱۹۹۷ منتشر شد. از بازیگران آن می‌توان به تاکشی کیتانو، کایوکو کیشی موتو و رن اوسوگی اشاره کرد.
این فیلم موفق شد جایزهٔ شیر طلایی جشنواره فیلم ونیز را از آنِ خود کند.